# Соучастник (фильм)
«Соучастник» (англ. Collateral) — американский остросюжетный триллер 2004 года в стиле неонуар, восьмой полнометражный фильм режиссёра и продюсера Майкла Манна, написанный Стюартом Битти, с Томом Крузом и Джейми Фоксом в главных ролях. В ролях второго плана - Джада Пинкетт-Смит, Марк Руффало, Питер Берг, Хавьер Бардем и Брюс Макгилл. В фильме рассказывается о Максе Дюроше (Фокс), таксисте из Лос-Анджелеса, и его клиенте Винсенте (Круз). Когда Максу предлагают высокую плату за проезд по нескольким местам, он соглашается, но вскоре оказывается в заложниках у Винсента, который оказывается наёмным убийцей, совершающим заказные убийства.
Идея фильма впервые пришла в голову Битти, когда он ехал на такси домой из аэропорта Сиднея. Он поделился этой идеей с продюсером Джули Ричардсон, которая показала её режиссёру Фрэнку Дарабонту. Фильм был представлен на HBO, но был отклонён. Он был приобретён компанией DreamWorks, но в разработке не появлялся в течение трёх лет. До того, как трио в составе Манна, Круза и Фокса присоединилось к фильму, Мими Ледер, Януш Камински и Фернанду Мейреллиш рассматривались в качестве режиссёров, а Рассел Кроу и Адам Сэндлер вели переговоры о том, чтобы сыграть Винсента и Макса соответственно. Съёмки в основном проходили в Лос-Анджелесе, и это был первый полнометражный фильм, снятый камерой высокой чёткости Viper FilmStream. Музыкальное сопровождение было написано Джеймсом Ньютоном Ховардом, а дополнительные песни - Audioslave и Полом Окенфолдом.
Фильм был выпущен в США 6 августа 2004 года и собрал в мировом прокате более 220 миллионов долларов. Фильм получил высокую оценку критиков, в частности, за игру Круза и Фокса, режиссуру и монтаж Манна. Фильм Соучастник был выбран Национальным советом кинокритиков США как один из десяти лучших фильмов 2004 года. На 77-й церемонии вручения премии «Оскар» Фокс получил номинацию за лучшую мужскую роль второго плана, а киноредакторы Джим Миллер и Пол Рубелл были номинированы за лучший монтаж.

## Сюжет
Таксист Макс Дюроше подвозит федерального прокурора Центрального округа Калифорнии Энни Фаррелл в её офис в центре Лос-Анджелеса. Между ними завязывается разговор, во время которого Макс признаётся, что мечтает открыть компанию по сдаче в аренду лимузинов, а Энни рассказывает, что на следующий день ей предстоит большое дело в суде. Макс, желая подбодрить её, дарит ей фотографию с видом Мальдивских островов — своего места мечты. Растроганная Энни оставляет ему свою визитку. 
Следующим клиентом Макса оказывается мужчина в сером костюме, который незадолго до этого прибыл в Лос-Анджелесский аэропорт. Макс быстро довозит его по указанному адресу. Впечатлённый водительскими навыками Макса, клиент за хорошую оплату предлагает таксисту поочерёдно отвезти его в пять мест. Немного поколебавшись, тот соглашается. Узнав имя Макса, пассажир представляется как Винсент. В то время как Макс ожидает Винсента, скрывшегося в здании, на его такси падает тело человека, повредив лобовое стекло. Минуту спустя появляется Винсент. Потрясённый Макс осознаёт, что именно его клиент убил упавшего мужчину. Винсент заставляет Макса помогать ему, угрожая в случае отказа убить и его. Вместе они засовывают труп в багажник и едут дальше.
Такси с повреждённым лобовым стеклом привлекает внимание патруля. Полицейские останавливают Макса и просят открыть багажник, но в последний момент их отвлекает срочный вызов.
По дороге к следующей цели Винсент рассказывает о себе Максу, что он наёмный убийца и должен убить пятерых, прежде чем утром покинет город. По приезде в пункт назначения Винсент пристёгивает таксиста к рулю и уходит. Макс пытается привлечь внимание прохожих. К его машине подходят несколько человек, которые оказываются грабителями. Они отбирают у Макса бумажник и крадут портфель Винсента. Возвратившийся Винсент быстро обезоруживает грабителей и убивает их.
Затем Винсент сообщает Максу, что план действий немного изменился. Они едут в джаз-клуб, где выясняется, что Винсент — любитель джаза. Он приглашает владельца клуба Дэниела выпить с ним и Максом после выступления. После закрытия клуба Винсент раскрывает Дэниелу истинную цель своего визита и предлагает ему сделку: если Дэниел правильно ответит на вопрос о джазе, то той же ночью он сможет исчезнуть. Дэниел соглашается. Винсент задаёт ему вопрос: «Где Майлз Дэвис научился музыке?» После ответа Дэниела Винсент достаёт пистолет и стреляет ему в голову.
Затем Макс получает тревожное сообщение от диспетчера такси, после чего вместе с Винсентом едет в больницу к своей матери Иде. Во время визита Макс безуспешно пытается сбежать от Винсента и сбрасывает с моста его портфель, в котором хранилась информация об остальных его целях.
Тем временем в морге детектив Фэннинг по характеру ранений обнаруживает связь между тремя жертвами Винсента (включая уличного грабителя) и сообщает об этом агентам ФБР.
Угрожая Максу убийством его матери, Винсент заставляет его помочь восстановить утерянные данные. Макс шокирован жестокостью Винсента, но в доверительной беседе пытается понять, как тот стал таким. Винсент рассказывает о трудном детстве и издевательствах отца. Они приезжают в мексиканский клуб к Феликсу, человеку, который нанял Винсента. Макс представляется Винсентом, ведь наёмного убийцу никто не видел в лицо. Пережитое за ночь не проходит бесследно: нерешительный таксист ведёт себя всё более жёстко и бесстрашно, обещая расправиться с головорезами Феликса за неуважительное отношение к нему. Он получает флешку с информацией об оставшихся целях. Удивленный тем, что Макс вернулся от Феликса живым, Винсент забирает рабочий ноутбук Макса для считывания носителя с информацией.
Все три жертвы Винсента опознаны спецслужбами как свидетели, проходящие по судебному процессу против Феликса, который должен начаться на следующий день. Агенты ФБР вместе с отрядом SWAT отправляются в корейский ночной клуб, где находится четвёртый свидетель. В клубе происходит перестрелка между Винсентом и телохранителями, в результате которой там начинается паника. Это позволяет Винсенту ликвидировать четвёртого свидетеля и быстро покинуть клуб. В это время Макса, оставшегося там, находит Фэннинг и выводит его наружу. У выхода из ночного клуба неожиданно появившийся Винсент убивает Фэннинга и сажает Макса обратно в такси.
Потрясённый смертью Фэннинга, Макс намеренно разгоняется и врезается в ограждение на дороге, из-за чего такси переворачивается. Винсент выбирается из такси и убегает. Прибывший на место аварии полицейский обнаруживает в багажнике автомобиля труп первой жертвы Винсента. Полицейский собирается арестовать Макса, но когда тот видит на экране оставшегося в салоне такси ноутбука, что последней его целью является Энни, он нападает на полицейского, забирает его пистолет и бежит к офису Энни.
С помощью визитки, которую ему оставила Энни, он звонит ей и предупреждает о грозящей опасности. Макс успевает найти Энни раньше Винсента. Убегая от Винсента, Макс и Энни спускаются в почти безлюдное метро. В вагоне поезда происходит перестрелка между Максом и Винсентом, в результате которой Винсент получает смертельное ранение. Макс и Энни выходят из метро на улицу, а поезд с убитым Винсентом уезжает в рассвете нового дня.

## В ролях
| Актёр              | Роль                 |
| ------------------ | -------------------- |
| Том Круз           | Винсент              |
| Джейми Фокс        | Макс Дюроше          |
| Марк Руффало       | детектив Рэй Фэннинг |
| Джада Пинкетт Смит | Энни Фаррелл         |
| Питер Берг         | Ричард Вейднер       |
| Брюс Макгилл       | Фрэнк Педроса        |
| Ирма П. Холл       | Ида Дюроше           |
| Хавьер Бардем      | Феликс Рейес-Торрена |
| Джейсон Стейтем    | связной в аэропорту  |
| Барри Шабака Хенли | Даниэль Бейкер       |
| Эмилио Ривера      | Пако                 |
| Клеа Скотт         | Зи                   |
| Томас Росалес-мл.  | Рамон Айала          |
| Деби Мейзар        | пассажир такси Макса |

## Создание
Идея фильма возникла у будущего австралийского писателя Стюарта Битти в 17-летнем возрасте, когда он ехал на такси домой из аэропорта Сиднея. Он представил себе маньяка-убийцу, который, устроившись в такси на заднем сиденье, беспечно беседует с водителем, полностью доверяющим своему обаятельному пассажиру. Битти изложил свою идею в виде двухстраничного трактата под названием «Последнее домино», а затем начал писать сценарий. 
Своим замыслом он поделился с продюсером Джули Ричардсон, с которой познакомился на курсах повышения квалификации в Калифорнийском университете в Лос-Анджелесе. Она стала продюсером и искала проекты для компании Фрэнка Дарабонта, Роба Фрида и Чака Рассела Edge City, созданной с целью производства низкобюджетных жанровых фильмов для продюсерской компании HBO. Ричардсон передала идею «Последнего домино» Дарабонту, который пригласил команду на встречу, включая Битти. 
Сценарий был куплен продюсерской компанией DreamWorks Pictures, но не разрабатывался в течение трёх лет. До того как трио Манна, Круза и Фокса присоединилось к фильму, Мими Ледер, Януш Камински и Фернанду Мейреллиш считались режиссёрами, а Рассел Кроу и Адам Сэндлер вели переговоры, чтобы сыграть соответственно Винсента и Макса. 
Когда Битти упомянул о сценарии на общем собрании DreamWorks с исполнительным директором Марком Хеймсом, тот немедленно связался с Джули Ричардсон, прочитал сценарий за ночь — и компания сделала предложение на следующий день. В ранних набросках сценария «Соучастника» события в фильме происходили в Нью-Йорке. Однако в более поздних версиях сценария место действия перенесли в Лос-Анджелес. Дарабонт, Фрид и Рассел остались исполнительными продюсерами. 

## Производство
В ранних версиях развития фильма главных героев Винсента и Макса должны были сыграть соответственно Рассел Кроу и Адам Сэндлер.
Мими Ледер и Януш Камински были поначалу прикреплены к проекту в качестве режиссёров. После того как Рассел Кроу проявил интерес к роли Винсента, работа над фильмом двинулась вперёд. Кроу привлёк режиссёра фильма Свой человек Майкла Манна, но после постоянных задержек ушёл из проекта. Затем Манн обратился к Тому Крузу с предложением сыграть Винсента. Адам Сэндлер, которому предназначалась роль Макса, позже выбыл из проекта ввиду конфликта в расписании со Spanglish и был заменён Джейми Фоксом.
Джада Пинкетт Смит, сыгравшая Энни, некоторое время наблюдала за работой прокурора, чтобы лучше вжиться в роль.
Вэл Килмер изначально был задействован в фильме в роли детектива Фэннинга, но вскоре стал сниматься в фильме Оливера Стоуна «Александр», и роль взял на себя Марк Руффало. Стремясь создать на экране достоверный образ, Марк провёл три недели рядом с действующим детективом полицейского департамента Лос-Анджелеса. «Это был крутой коп, который повозил меня всюду и показал что почём» — отмечал впоследствии актёр.

### Экранизация[чего?]
После трёх недель съёмок покинул проект из-за творческих разногласий с Манном оператор Пол Кэмерон. Далее его заменил Дион Биби. Манн решил использовать камеру Viper FilmStream High-Definition Camera для съёмки многих сцен «Соучастника», что стало первым таким применением в крупном кино. Манн ранее использовал этот формат для частей фильма «Али» и его драмы CBS «Убойный отдел», а затем использовал ту же камеру для съёмок «Полиции Майами». Кадры в ночном клубе были сняты на плёнку 35 мм.
Съёмки проходили в основном по всему Лос-Анджелесу, включая его международный аэропорт и Корейский квартал, использовавшиеся для декораций, а также город Пико-Риверу в округе Лос-Анджелес. На съёмках сцены крушения кабины Фокс вёл машину, а Круз расположился на заднем сиденье. 
По словам Луи Летерье, содиректора боевика 2002 года «Перевозчик», Стейтем изобразил в своём камео персонажа фильма «Перевозчик» Фрэнка Мартина, который в аэропорту Лос-Анджелеса обменивается портфелями с Винсентом.
Музыкальное сопровождение было написано Джеймсом Ньютоном Ховардом с дополнительными песнями от Audioslave и Пола Окенфолда.

## Критика
Фильм был восторженно принят публикой и получил признание критиков, в частности благодаря игре Круза и Фокса, режиссуре Манна и монтажу, хотя темп и вторая половина фильма были оценены неоднозначно. «Соучастник» был выбран Национальным наблюдательным советом в качестве одного из десяти лучших фильмов 2004 года. 

## Награды и номинации

### Награды
- 2004 — приз Future Film Festival Digital Award Венецианского кинофестиваля (Майкл Манн)
- 2004 — премия Национального совета кинокритиков США за лучшую режиссуру (Майкл Манн)
- 2005 — премия Британской киноакадемии за лучшую операторскую работу (Дион Биби, Пол Кэмерон)

### Номинации
- 2005 — две номинации на премию «Оскар» : лучший актёр второго плана (Джейми Фокс)[10], лучший монтаж (Джим Миллер, Пол Рабелл)
- 2005 — 4 номинации на премию «Сатурн»: лучший фильм в жанре экшн/приключения/триллер, лучший режиссёр (Майкл Манн), лучший актёр (Том Круз), лучший сценарист (Стюарт Битти)
- 2005 — 5 номинаций на премию Британской киноакадемии: премия имени Дэвида Лина за режиссуру (Майкл Манн), лучший актёр второго плана (Джейми Фокс), лучший оригинальный сценарий (Стюарт Битти), лучший монтаж (Джим Миллер, Пол Рабелл), лучший звук
- 2005 — номинация на премию Эдгара Аллана По за лучший сценарий (Стюарт Битти)
- 2005 — номинация на премию «Золотой глобус» за лучшую мужскую роль второго плана (Джейми Фокс)
- 2005 — номинация на премию MTV Movie Awards за лучшего злодея (Том Круз)
- 2005 — номинация на премию Гильдии киноактёров США за лучшую мужскую роль второго плана (Джейми Фокс)